# BCYE培養基
BCYE培養基（英語：Buffered charcoal yeast extract agar，全名緩衝配製活性碳酵母萃取物培養基）是呈現黑色的一種選擇性培養基，通常專門用來培養革蘭氏陰性菌嗜肺性退伍軍人菌(Legionella pneumophila)。
該培養基也被用於鑑定棘狀變形蟲角膜炎，與培養土壤絲菌屬微生物。